# كلية الطب بجامعة مينيسوتا
مدرسة طب جامعة مينيسوتا (بالإنجليزية: University of Minnesota Medical School)‏ هي إحدى الكليات لتدريس الطب في الولايات المتحدة الأمريكية. تقع في مدينة منيابولس في ولاية مينيسوتا الأمريكية. نوع الشهادة الطبية التي يتم تحصيلها هناك هي دكتور في الطب.

## خريجون بارزون
- ناغارور غوبيناث